# (5458) Aizman
(5458) Aizman es un asteroide perteneciente al cinturón de asteroides descubierto el 10 de octubre de 1980 por Nikolái Stepánovich Chernyj desde el Observatorio Astrofísico de Crimea (República de Crimea).

## Designación y nombre
Designado provisionalmente como 1980 TB12. Fue nombrado Aizman en honor de Mikhail Iosifovich Aizman, especialista en telecomunicaciones y presidente de MTU-INFORM, uno de los sistemas más grandes para la comunicación telefónica y la transferencia de datos en Rusia, esta empresa se desarrolló bajo su supervisión en Moscú. El soporte de MTU-INFORM permitió a ITA crear un canal de comunicación que permitiera la integración del sistema informático ITA en la World Wide Web.

## Características orbitales
Aizman está situado a una distancia media del Sol de 3,169 ua, pudiendo alejarse hasta 3,243 ua y acercarse hasta 3,096 ua. Su excentricidad es 0,023 y la inclinación orbital 9,195 grados. Emplea 2061,33 días en completar una órbita alrededor del Sol.

## Características físicas
La magnitud absoluta de Aizman es 12,2. Tiene 18,135 km de diámetro y su albedo se estima en 0,06. 